# 2808 Belgrano
2808 Belgrano (1976 HS) là một tiểu hành tinh vành đai chính được phát hiện ngày 23 tháng 4 năm 1976 bởi Felix Aguilar Observatory ở El Leoncito.